# ロバート・M・ラフォレット・シニア
ロバート・マリオン・ラフォレット・シニア（英: Robert Marion La Follette Sr.、1855年6月14日-1925年6月18日）は、アメリカ合衆国の政治家である。ウィスコンシン州からアメリカ合衆国下院議員（1885年-1891年）、第20代州知事（1901年-1906年）および共和党のアメリカ合衆国上院議員（1906年-1925年）を務めた。1924年アメリカ合衆国大統領選挙では、自分で作った進歩党の大統領候補として出馬し、ウィスコンシン州1州を制し、一般投票では全体の17％を獲得した。
ラフォレットは進歩主義を提唱し、鉄道トラスト、政党のボス支配、第一次世界大戦および国際連盟には声を大にして反対した人として良く記憶されている。1957年、上院の委員会は過去の偉大な上院議員5人の1人にラフォレットを選んだ。1982年に歴史家達が行った「アメリカ史の中で偉大な上院議員10人」の調査は、「在任中の功績」と「アメリカ史の中で長期にわたる影響力」を元にその順位を問う形で行われ、ラフォレットはヘンリー・クレイと共に1位にランクされた。
ラフォレットの妻、ベル・ケイス・ラフォレットと2人の息子達、ロバート・マリオン・ラフォレット・ジュニアとフィリップ・ラフォレットは1940年代のウィスコンシン州でその政党を率いた。ラフォレットは「政府に対する企業の支配が増大することに反対した疑いもなく最も重要で尊敬される指導者」と呼ばれてきた。

## 初期の経歴
ラフォレットはウィスコンシン州ニューグラルスのすぐ郊外プリムローズで、ジョサイア・ラフォレットとメアリー・ファーガソン・ブキャナン夫妻の息子として生まれた。父方の曾祖父、ジョセフ・ラフォレットはフランスで生まれており、またイギリス人の先祖もいた。ラフォレットはデイン郡の田舎で成長した。1856年に父が死に、その後の継父との関係が悪かったので難しい子供時代を過ごした。
継父の死後、母は一家の農園を売却しウィスコンシン州マディソン近くに引っ越した。ラフォレットはウィスコンシン大学マディソン校の授業料を稼ぐために子供達を教える学校を始めた。大学では「社会的活動を楽しみ、可もなく不可もない学生」だった。
学生時代、大学の学長ジョン・バスコムに道徳、倫理および社会的正義の問題で深く影響を受けた。ラフォレットは弁論術を学び、上級生の時には中西部の大きな弁論大会で勝利した。1879年に卒業した。
ラフォレットは大学在学中にベル・ケイスと出会い、1881年12月31日にウィスコンシン州バラブーのベル・ケイスの自宅で結婚式を挙げた。ベル・ケイスは女性解放運動の指導者となり、女性参政権を提唱し、ラフォレットの概念の発展に重要な影響を与えた。ラフォレットは短期間法律学校に通い、1880年に法廷弁護士として認められた。

## 政歴

### 地区検事および合衆国下院議員
ラフォレットは法学の学位を得てから間もなく、デイン郡地区検事の一般選挙で共和党の指名を受け、1880年に当選することになった。この職を2期続けた後に、アメリカ合衆国下院議員に当選し、これを3期続けた。この期間には先住民族やアフリカ系アメリカ人の権利について擁護する立場で注目された。後援会方式に反対し、保護関税を支持したことで、ウィリアム・マッキンリーが主宰する下院歳入委員会への委員指名を受けることになり、そこでは1890年の関税法（マッキンリー関税）を起草することに貢献した。しかしこの法は大変不人気であり、1890年に民主党が大勝したときにラフォレットも議席を失った。
ラフォレットは4期目に落選した後で、マディソンに戻り法律実務を始めて、妻や4人の子供達との時間を多く過ごした。1890年代初期、共和党の大半は結党初期の反奴隷制という理想を棄て、企業の利益のための道具になってきたと考えるようになった。出身州であるウィスコンシン州では、産業や鉄道の利益が党に大きな影響を与えていると確信した。ラフォレットはこれに対応するために、有権者の支配を強調する党内独立組織を樹立し始めた。
1891年、ラフォレットは、ウィスコンシン州選出の合衆国上院議員の1人で強力な共和党指導者であるフィレタス・ソーヤーがある裁判を決着させるために賄賂を贈ろうとしていると非難した。この出来事はラフォレットの党を改革しようという提案を具体化した。ラフォレットに随いた党の造反分子は「インサージェンツ」（造反者、あるいは「進歩」派）と呼ばれ、党内でこれに反対する者達は「ストールワーツ」（熱烈支持者）と呼ばれた。インサージェンツはより直接的な有権者統制の必要性を強調し、消費者の権利を擁護した。インサージェンツの改革要求は、1893年の不況が経済、階級および大半のアメリカ人が抱いていた倫理仮説を揺り動かした後では多くの支持を得た。
1894年、インサージェンツは共和党の指導権を巡って公然とストールワーツに挑戦し始めた。インサージェンツのニルス・ホーゲンは1894年の知事選で党公認を求め、ラフォレットも1896年と1898年に続いた。大企業（特に鉄道会社）の支配を公然と非難する演説や、より直接的な民主主義の要求（党の予備選挙で候補者を直接選挙することを含む）はより大きな共感者を惹き付けることになった。

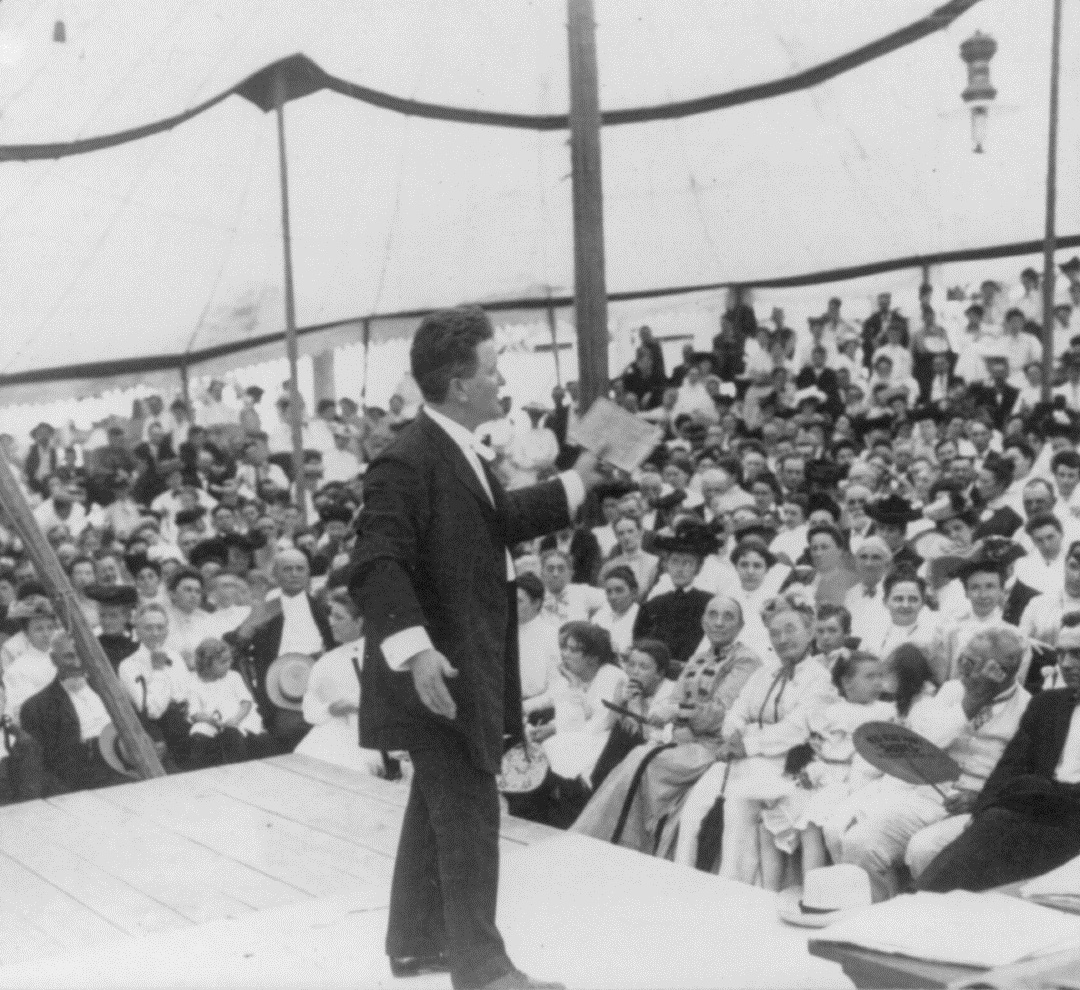
1905年、イリノイ州ディケーターでの大規模なシャトークア集会で演説するラフォレット

1900年、ラフォレットはストールワートが支配していた候補者指名方法を一時的に妨げる同盟を形成した。候補指名を得た後では、「61郡を動き回り、216回の演説を行い、20万人の人々に話し掛けた。」その選挙運動演説の多くは四輪荷馬車の上から（しばしば3時間以上も続いた）行われた。ラフォレットは10万票を得て1900年の知事選を勝ち取った。

### ウィスコンシン州知事
ラフォレットは1901年から1906年までウィスコンシン州知事を務めた。最初の任期では、鉄道手数料の設定を提案して鉄道会社に従価税を課し、直接予備選挙の仕組みを設立した。ストールワーツはラフォレットの政治課題を妨げたが、ラフォレットは彼等との妥協を拒否した。
1904年の選挙ではストールワーツがラフォレットの指名に反対することでまとまり、改革的法案をすべて妨害に動いた。ラフォレットはインサージェンツ民主党員を結集させるためにより広い同盟を形成し始めた。何とか主要法案を成立させ、鉄道税の構造には幾らかの改良を加えることができた。
州議会の会期が終わるとウィスコンシン州中を動いて「点呼」を取っていった。すなわち、進歩派を当選させるために人々にストールワーツ共和党員の投票内容を読んでいった。この選挙運動中、暴露的なジャーナリストであるリンカーン・ステファンズがその選挙運動を取り上げたときに全国的な注目を得ることになった。
報道に取り上げられたことや再選に成功したことでラフォレットは全国的な人物に浮上した。「巨大複合企業」に対するメッセージは、より多くのジャーナリストや進歩派を惹き付けた。
知事としてのラフォレットは数々の進歩的改革を実行し、最初の労働災害補償のしくみ、鉄道手数料の改良、直接立法、市自治憲章、開かれた政府、最低保証賃金、党派に拠らない選挙、開かれた予備選挙のしくみ、上院議員の直接選挙、女性参政権および進歩的税制度を打ち樹てていった。進歩的政策を発展させるときに州政府とウィスコンシン大学との密接な連携の雰囲気を作り、これはウィスコンシン・アイディアと呼ばれることになった。ウィスコンシン・アイディアは研究者や専門家の関与を通して法制の根拠を作る概念に発展した。この計画を実行するためにラフォレットはウィスコンシン大学マディソン校との共同作業を始めた。このことでウィスコンシン州は「民主主義の実験室」となり、「進歩的法制の発展に最も重要な州」ということになった。ラフォレット知事はウィスコンシン州法制参照図書室（現在は局）を創立する法に署名し、研究員が法の発展に有用であるように固めた。

#### アメリカ合衆国上院議員に対する自己指名
ウィスコンシン州議会の1905年政治課題の1番目は合衆国上院議員を選ぶことだった。ラフォレットは自分自身を指名し、州上院によって確認された。知事としての務めを続けながら、1906年1月1日まで合衆国上院議員を空席にしており、この日に知事を辞任して合衆国上院議員となった。この異常な行動は1904年の綱領がウィスコンシン州で実行されることを保証するためだと公に宣言した。

### 合衆国上院議員

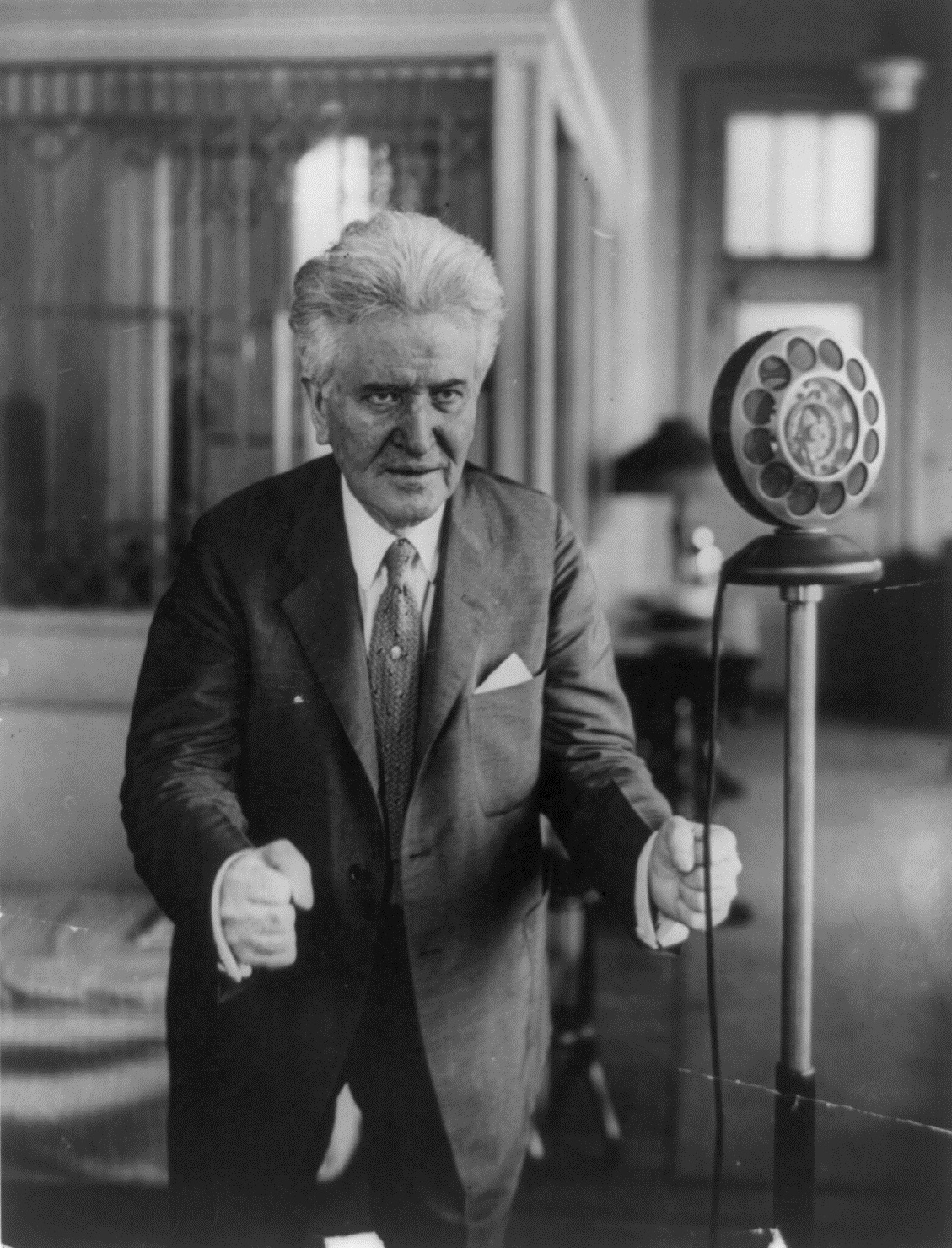
マイクの前に立ち拳を握り締めるラフォレット

ラフォレットはその人生の残り、すなわち1906年1月2日から1925年に死ぬまで合衆国上院議員を務めた。上院議員の間に、アメリカが第一次世界大戦に関与することに強く反対し、児童労働法、社会保障、女性参政権およびその他の進歩的改革を推進した。ユージン・V・デブスやその他戦争反対者の告発に反対し、ウォレン・ハーディング政権中のティポットドーム・スキャンダル調査を始めるときは中心的役割を演じた。
ラフォレットは周期的に「神経」を逆撫でる才気溢れる演説家だったので、長年の間に多くの敵を作り、特にアメリカが第一次世界大戦に参入することに反対したときと、戦時中の言論の自由を防御したときは顕著だった。セオドア・ルーズベルトは、ラフォレットがアメリカの商船の武装に反対したとき、「絞首刑にすべきスカンク」と呼んだ。上院でのラフォレットの同僚の一人は、ラフォレットがウッドロウ・ウィルソン政権による1917年の対独宣戦要求に反対したとき、「ドイツ政府の首班よりも善良なドイツ人だ」と言った。
1906年、ラフォレットがワシントンD.C.に戻ったとき、アメリカ経済は企業統合が進み財政力が少数の者の手に集約されることで変わっていた。上院議員のネルソン・アルドリッチやジョン・C・スプーナーはこれら少数の財政的特権階級の利益を代表する者と広く見られていた。ジャーナリストのデイビッド・グラハム・フィリップスは院内で汚職や企業利益への癒着を公然と非難する「上院の裏切り」と題する一連の記事を書いた。
アルドリッチは保守派の指導者として、ラフォレットやそのインサージェンツのメンバーを重要でない委員会に割り当てることで、その実行力を制限することができた。ラフォレットはこれに反応して消費者の権利を要求できるあらゆる機会を利用した。議会が閉会になると、全国を演説旅行し、消費者に不利な投票を行っていると考えられる上院議員を暴露するために「読み上げ」を行った。この旅行で全国的な追随者が大いに増えた。
ラフォレットは首都に戻ると、進歩派の指導者と目された。ジョナサン・ドリバー、アルバート・カミンズなどと共に公式に近い集団を形成した。これにはステファンズ、フィリップスのような暴露的ジャーナリストおよびルイス・ブランダイス連邦最高裁判所判事も加わり、議会や司法界における保守勢力を制限するための問題や戦略を話し合った。この討論会を拡げるために1909年には『ラフォレット・ウィークリー』の発行を始めた。
ラフォレットは、そのアメリカ経済に関する怖れが銀行家の1907年恐慌の間に確認されたと考えた。ラフォレットはアルドリッチの提案に反対した（この提案はJ・P・モルガンのような財政家の援助で作られていた）。その計画は一部を鉄道債券に裏書きされた緊急通貨5億ドルを発行し、経済の集中化を確立し自由主義制度を潰すものと見られた。ラフォレットの上院における困難さは、仲間の進歩派セオドア・ルーズベルトが再選を望ます、ウィリアム・タフトが大統領になったことで悪化した。

#### 第一次世界大戦へのアメリカの関与に対する反対
上院議員としてのラフォレットの最も顕著な立場の一つは、おそらく第一次世界大戦へアメリカが参戦することに対する反対であり、ウッドロウ・ウィルソン大統領戦時政策を批判したことで失敗した。歴史家のトマス・ライリーは当時の共通の感覚を要約し、「戦争に反対した者の誰よりもラフォレットは紛争に反対しウィルソンの政策を非難する象徴的立場だった」と言っている。ラフォレットはウィルソンの国内政策の大半は慎重に支持したが、1916年までにその外交政策については批判の度合いを増した。
1917年から1918年の間、ラフォレットはアメリカが戦争に関与する権利が無く、嘘と欺瞞で引きずり込まれたと主唱して、多くの者の目には国中で最も嫌われている者と映った。ラフォレット達第一次世界大戦参入に反対した者は（さらにはヴェルサイユ条約批准に反対した者）、妥協しない人と呼ばれた。
第一次世界大戦においてラフォレットは当初からどちらの側にも反対した。大統領に商船を武装させる権限を与える武装船舶法の成立を妨害する指導者だった。この手段に反対する演説では、その主要な支持者はイギリスで結成された国際商船会社に従属する者だと指摘した。彼の目にはこの法案が、「イギリス海軍本部からの命令を受ける」イギリス船主にアメリカの砲手が役だっているように見えた。「中立国であると宣言する我々はアメリカの大砲やアメリカの砲手を事実上イギリス海軍本部の命令下においている。」この手段に対するラフォレットの反対はウィルソン大統領をして、「彼等自身の考え以外の何も代表しない頑固な人の小さな集団」の一部と呼ばせた。ほとんどの報道発信地は論説や政治風刺漫画でラフォレットを非難した（あるものではラフォレットが鉄十字勲章（ドイツの勲章）を受ける姿を描いて嘲笑した）。
戦争に参入することに対するラフォレットの頑固な立場に、上院議員ジョン・シャープ・ウィリアムズはラフォレットのことを「ドイツ人寄り、ゴート族寄りにかなり近く、ヴァンダル族寄り」と呼ぶことになった。ラフォレットは新聞の論説や政治風刺漫画で非難された。アメリカが戦争に参入した後は、徴兵制、スパイ法および大統領の戦費調達対策に反対する指導者となった。
1917年8月11日、ラフォレットは戦争目的決議案を提案し、アメリカが「その戦略目標をはっきり宣言すること、領土併合の目的での戦争継続を非難すること、および連合国が即座に休戦条件を再表明することを要求すること、を盛り込んだ。
1917年9月20日、ミネソタ州セントポールでの非政党同盟集会で演説を行い、戦費課税を論じた。聴衆の質問に答える形で、アメリカは「苦情を受ける」一方で、「ドイツ人の手で」戦争を引き起こすには十分でなかったと言った。「私は、アメリカ市民の権利が外国の旗をなびかせる船に載せた弾薬にかかっているという比較的小さな特権では、あまりに小さ過ぎてこの政府が何百万もの命を失うことに関与できない、と言っているのだ。」ラフォレットは、大統領がルシタニア号に弾薬が載っていることを識っていたが、アメリカ人が乗船することを妨げなかったと主張した。多くの聴衆が喝采したあとで、続いて戦時の言論の自由を弁護すると、結語の後でスタンディング・オベーション（起立して拍手喝采すること）を受けた。
この演説には3つの速記録があったが、AP通信がラフォレットは「我々はドイツに対して苦情は無い」と言い、ルシタニア号の沈没は正当化されると言ったと誤引用した。APはさらにこの集会は不実だと決めつけた。ラフォレットは国中の発言者や編集者によって裏切り者と呼ばれた。
歴史家のデイビッド・セレンは、セントポール演説の後ラフォレットが「反戦論者を抑圧する公的運動と自警団運動の主要対象になった」と報告している。多くの組織がラフォレットの除名を要求する決議案を連邦議会に送った。この中には影響力有るミネソタ州公安委員会が1917年9月29日に上院に送ったものも含まれていた。ラフォレットは不実と扇動という告発に反応して上院で演説を行える時間を手配してくれるよう要求した。
その演説は1917年10月6日ということになった。議会におけるラフォレットの敵対者達がそのスケジュールを操作して、ラフォレットの後で彼等が演説出来るようにし、いかなる反論も出来ないようにした。大衆は劇的な展開を感知して傍聴席を埋め、上院議員の大半は全ての演説が聴けるように出席することを保証した。ラフォレットは演台に上ると、戦時の言論の自由を守るために用意した演説を感情を押さえ客観的な態度で読み上げた。ラフォレットが演説を終えると同時に拍手の爆発が起こり、議長が小槌を叩いて静粛を求める必要があった。この演説は「戦時の言論の自由を求める古典的議論」として今も支持されている。
ラフォレットの演説後、フランク・B・ケロッグ（ミネソタ州）、ジョセフ・テイラー・ロビンソン（アーカンソー州）およびアルバート・B・フォール（ニューメキシコ州）各上院議員が順番に戦争に関するラフォレットの姿勢を攻撃した。ロビンソン上院議員はウィルソンと民主党の闘争的で激しい党派心の強い擁護者だった。その演説は「最近7ヶ月間に行われたラフォレットに対するバラバラな攻撃を合成し、演説が進むとより扇動的にかつ悪口になっていった。ロビンソンの攻撃の辛辣さによって議場や傍聴席は完全な沈黙に陥った。
UPI通信社の特派員はロビンソンの演説を「上院でかって聞いたこともないような最も慎みのない言葉」と表現した。ラフォレットはその議席に微動だにせず座っており、ロビンソンがその拳をラフォレットに向けて振ったときですら変わらなかった。ロビンソンはその演説の結語近くで、上院の慣習を犯し、その仲間に直接話し掛け、ラフォレットを指差しながら「私は貴方の拠って立つところを知りたい」と叫んだ。ラフォレットは閉会まで他の上院議員に反論するために演台に上ることを認められていなかったが、フォール上院議員は簡単な声明を行うことを認めた（このときラフォレットはセントポールで話した全てのことを具体化する準備をしており、仲間の上院議員からなされた攻撃に対して反論する機会を望むと言明した）。ラフォレットのその後の上院在任期間を通じて、その敵対者達はラフォレットが不実の告発で再び演説を許されないよう手続的な操作を行った。
ラフォレットの第一次世界大戦へのアメリカ参入反対は、彼と学術上の友人の間で訣別を生んだ。ラフォレットは反戦ドイツ系アメリカ人の間に新しい支持基盤を得た。皮肉なことにその息子フィリップ・ラフォレットは第一次世界大戦でアメリカ軍士官として従軍した。

## 大統領選挙
1911年、ラフォレットは大統領選挙への出馬の背後で共和党内の革新派を動員する運動を始めた。1912年2月には指導的雑誌編集者を集めた前で悲壮な演説を行い、その安定性について多くの者は疑いを抱くようになった。その支持者の多くはラフォレットを離れてセオドア・ルーズベルトに付いた。
1912年アメリカ合衆国大統領選挙では、辛い思いをしていたラフォレットがルーズベルトとウィリアム・タフトの双方に反対した。元は同盟者であったフランシス・E・マクガバン知事がルーズベルトを支持したとき、ラフォレットはマクガバンと訣別し、エマニュエル・フィリップ以下の共和党保守派が1914年の選挙でウィスコンシン州での決定的な支配を得ることを許した。ラフォレットは1912年から1920年まで州内での影響力が薄れた。

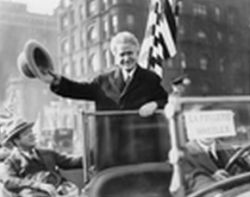
1924年大統領選挙で自動車から群集に呼びかけるラフォレット

1924年、連盟農夫労働者党がその大統領候補としてラフォレットの指名を求めた。連盟農夫労働者党あらゆる革新的政党を頭語して単一の全国的労働者党を作ろうとしていた。
しかし、1923年の厳しい集会の後で。共産主義者が支配する労働者党が全国組織を支配するようになった。セントポールで行われた1924年度の集会の直前に、ラフォレットは共産主義者を非難し、連盟農夫労働者党の公認とされることを拒んだ。ラフォレットに冷たくあしらわれたために連盟農夫労働者党は解体し、ミネソタ農夫労働者党のみが残された。
ラフォレットはその代わりに。独立した進歩党を結党し、クリーブランドで、モンタナ州選出の民主党上院議員バートン・K・ホィーラーを副大統領として党の公認を受けた。アメリカ労働総同盟、アメリカ社会党、進歩的政治行動協議会、および元連盟農夫労働者党の支持者達が様々な元「革新党びいき」進歩主義者や中西部進歩運動活動家達とともに相次いでラフォレットに加わり、進歩党を支持した。
ラフォレットの綱領は、鉄道や電力設備の国有化、農夫に対する安い融資、児童労働の違法化、労働組合を支援する強力な法制、市民の自由のさらなる保護、ラテンアメリカにおけるアメリカ帝国主義の停止、および如何なる大統領も国民を戦争に再び導く前の国民投票を要求していた。
ラフォレットは現職のカルビン・クーリッジや民主党候補者ジョン・W・デイビスに続いて3位となった。一般選挙では得票率17％となり、ウィスコンシン州（選挙人票は13票）を制し、西部11州では得票数が2位になった。その地盤はドイツ系アメリカ人、鉄道労働者、アメリカ労働総同盟傘下の労働組合、非政党同盟、社会党、西部の農夫、および1912年にはルーズベルトを支持した多くの「革新党びいき」進歩主義者からなっていた。ラフォレットが獲得した17％という数字は南北戦争以後の第3政党では最高の数字であり、1912年のルーズベルトが27％、1992年のロス・ペローが19％を獲得したのに続くものである。1924年選挙の後、進歩党は解党した。

## 死と遺産
ラフォレットは選挙後数ヶ月間心臓血管の病気を患い、ワシントンD.C.で死んだ。マディソンの西側近くにあるフォレストヒル墓地に埋葬された。
ラフォレットの死後、その妻ベル・ケイス・ラフォレットは影響力有る人物と編集者であり続けた。その息子達、フィリップとロバートも政界に入った。1930年代半ばまでに、ラフォレット家は進歩党を改革し州内での勢力が戻った。ウィスコンシン州選出の連邦議員は1人を除いて進歩党だった。ラフォレットの息子フィリップ・ラフォレットはウィスコンシン州知事に当選した。もう1人の息子ロバート・M・ラフォレット・ジュニアは父の跡を継いで上院議員となり、進歩党、農夫・労働党、アメリカ労働者党、および様々な共和党と民主党の連邦議会議員からなる進歩主義会派を率いた。
ラフォレット・ジュニアは1946年に共和党に戻り、予備選挙で元民主党上院議員ジョセフ・マッカーシーに敗れた。ラフォレットの孫、ブロンソン・ラフォレットは1980年代にウィスコンシン州検事総長を務めた。
ラフォレットの娘フォーラと結婚して義理の息子になったのは戯曲家ジョージ・ミドルトンだった。

## 語録
- 「人民の意志は土地の法であるべきだ」
- 「平和なとき、タカ派は戦争に備えておくことを主張する。準備が整うや否や、戦争を始めることを主張する」
- 「両政党がこの危機の際に人民の側に付けない根本的な理由は、どちらの政党もその最新の任期中に有権者に対する裏切りを行うこと無しに代議政治を蝕んでいる本当の悪を公然と攻撃できないことである。」
- 「どの国にもタカ派はいる。それは民主主義の政党ではない。それは独裁制の党派だ。絶対的な君臨を求める。商売高く、帝国主義的で、非情である。いかなる反対も許さない。まさにロンドンで、ワシントンであるいはベルリンでのように傲慢であり、専制的である。アメリカのジンゴー（好戦的愛国主義者）はドイツのユンカーと双子である。...戦争について十分な理由が無ければ、タカ派は1つの口実を作り、さらに次の口実を発案する。」
- 「このばかげた運動の目的は国を真の恐怖に投げ込み、世論を変えさせ、批判を押さえ、また議論を抑圧することだ。人々が非合法に拘束され、監獄に叩き込まれ、何日も隔離され、最終的に裁判を受けることもなく放免されるだけだ。何故なら罪を犯していないからだ。しかし、これよりもひどいのは、もし戦争のためのあらゆる準備が言論の自由や報道の自由および平和な議論を行うために人々が集まる権利を破壊する言い訳に使われるならば、我々は長期間平和を保つことを絶望した方が良いかも知れない。今起こっている権利の破壊は、市民の権利を未だ侵犯していることで先達として指摘されることだろう。」
- 「アメリカは作られたのではない、作られているのだ。単なる受動的市民だけでは十分でない。人は、もし政府が間違っていることに攻撃的である人から救われるのなら、正しいことに攻撃的であらねばならない。」

## 記念
- ラフォレットの従弟チェスター・ラフォレットは上院に掲げられている楕円形のラフォレットの肖像画を描いた。
- アメリカ合衆国議会議事堂の国立彫像ホール、またの名をオールドハウス・チェンバーにあるウィスコンシン州の代表2体の彫像のうち1つがラフォレットのものである。
- ウィスコンシン大学マディソン校には、ロバート・M・ラフォレット行政大学院がある。La Follette School of Public Affairs
- ウィスコンシン大学マディソン校は、学生寮の一部をラフォレット・ハウスと名付けた。
- ウィスコンシン州メイプルブラフにあるロバート・M・ラフォレット・ハウスは国立歴史建造物である。
- ウィスコンシン州マディソンにはロバート・M・ラフォレット高校がある。

### 一次史料
- Carl R. Burgchardt; Robert M. La Follette, Sr.: The Voice of Conscience  Greenwood Press. 1992; contains selected speeches.
- Belle C. and Fola La Follette, Robert M. La Follette 2 vols., (1953), by wife and daughter
- La Follette's autobiography, a personal narrative of political experiences, 1913.
- Senator LaFollette in the Senate on March 11, 1908 –  financial oligarchy and the story of the 1907 money-panic.
- Senator LaFollette in the Senate on March 19, 1908 –  watered railway stocks as basis of legal-tender circulation.
- Senator LaFollette in the Senate on March 24, 1908 –  industrial concentration.

### 声明
- Free Speech and the Right of Congress to Declare the Objects of the War
- Statement of Robert La Follette, Sr. on Communist Participation in the Progressive Movement, 26 May 1924

### 伝記
- Biography by John Nichols, at http://www.fightingbob.com
- United States Congress. "ロバート・M・ラフォレット・シニア (id: L000004)". Biographical Directory of the United States Congress (英語).
- Biography at spartacus.schoolnet
- Wisconsin Electronic Reader –  Senator La Follette's picture biography
- Robert M. La Follette, Sr., Dictionary of Wisconsin History, Wisconsin State Historical Society
- About Robert M. La Follette, La Follette School of Public Affairs, University of Wisconsin-Madison
- Alice Honeywell,"La Follette and His Legacy," University of Wisconsin-Madison

### 中断し、最近法制化された法律
- publ015.109, An Act to designate the facility of the United States Postal Service located at 215 Martin Luther King, Jr. Boulevard in Madison, Wisconsin, as the "Robert M. La Follette, Sr. Post Office Building"
- publ110.109, Honoring the life of Robert M. La Follette, Sr., on the sesquicentennial of his birth
- S. 1174, A bill to authorize the President to posthumously award a gold medal on behalf of Congress to Robert M. La Follette, Sr., in recognition of his important contributions to the Progressive movement, the State of Wisconsin, and the United States
- S. 1175, Robert M. La Follette, Sr. Commemorative Coin Act

| 公職                            | 公職                                                  | 公職                                     |
| ------------------------------- | ----------------------------------------------------- | ---------------------------------------- |
| 先代 エドワード・スコフィールド | ウィスコンシン州知事 1901年 - 1906年                  | 次代 ジェイムズ・O・ダビドソン           |
| アメリカ合衆国上院              |                                                       |                                          |
| 先代 ジョセフ・V・クォールズ    | ウィスコンシン州選出上院議員（第1部） 1906年 - 1925年 | 次代 ロバート・M・ラフォレット・ジュニア |